# Par le trou de la serrure
Par le trou de la serrure er en fransk stumfilm fra 1901 af Ferdinand Zecca.